# Barger-Erfscheidenveen
Die Bauerschaft (niederländisch buurtschap) Barger-Erfscheidenveen ist ein Weiler in der Gemeinde Emmen in der niederländischen Provinz Drenthe und gehört zu der unmittelbar angrenzenden Ortschaft Nieuw-Amsterdam.

## Lage
Barger-Erfscheidenveen befindet sich im Westen des Gemeindegebiets von Emmen. Etwa acht Kilometer südlich des Ortes verläuft die deutsch-niederländische Grenze. Südlich des Ortes verläuft der Rijksweg 37. Unmittelbar östlich von Barger-Erfscheidenveen befindet sich die Center-Parcs-Anlage Parc Sandur.
Auf die für die Region typische Moorlandschaft, in welcher auch Barger-Erfscheidenveen liegt, verweist der Namenszusatz -veen („Fenn“).

### Nachbarorte
| Ermerveen Wilhelmsoord | Bargeres                                    | Zuidbarge    |
| Holsloot               | Kompassrose, die auf Nachbargemeinden zeigt | Klazienaveen |
| Veenoord               | Nieuw-Amsterdam                             | Erica        |

## Name
Der Namensteil Erfscheiden verweist auf einen Landscheider, also jemanden, der früher die Grenzen zwischen zwei Orten oder Besitztümern festlegte.

## Geschichte
Barger-Erfscheidenveen entstand spätestens gegen Ende des 19. Jahrhunderts, als in der Region durch die Torfindustrie zahlreiche Siedlungen gegründet wurden. Bei einer Volkszählung im Jahr 1943 wurden für den Ort 302 Einwohner verzeichnet.